# كفر عليم (المنوفية)
كفر عليم إحدى قرى مركز بركة السبع التابع لمحافظة المنوفية بجمهورية مصر العربية.

## السكان
بلغ عدد سكان كفر عليم 7,747 نسمة، حسب الإحصاء الرسمي لعام 2006.

## أعلام
- حمدي قنديل